# Американски бряст
Американският бряст (Ulmus americana) е вид растение от семейство Брястови (Ulmaceae). Видът е незастрашен от изчезване.

## Разпространение
Американският бряст е разпространен в източните части на Северна Америка от Нова Скотия на запад до Алберта и Монтана, и на юг до Флорида и централен Тексас.